# Коробов, Алексей Александрович
Алексей Александрович Коробов (род. 9 марта 1968 года, СССР, Горьковская область, Богородский район, деревня Хватково) — российский легкоатлет, победитель кубка СССР на международном полумарафоне в Пущино (1992) Мастер спорта СССР, Мастер спорта России международного класса (1994), победитель чемпионата России по полумарафону (1995), победитель чемпионата России по марафону (1998), победитель Московский международный марафон мира (1999) Первый тренер Комаров Александр Николаевич. Начиная с 1990 года тренировался в Москве у тренера Осипова С.А,
В 1990 году закончил Горьковский сельскохозяйственный институт, выступал на соревнованиях за Динамо (спортивное общество) (1996—2012). Победитель чемпионата Европы среди полицейских 21 км, Авила Испания (2000)
В 2005 году закончил профессиональную спортивную карьеру и начал выступать в соревнованиях ветеранов. Победитель чемпионата мира в категории мастерс — 21 км, Франция, Клермонте (2008) и Сидней 10км и 21км (2009).
Личные рекорды:
1000м — 2:27,11
3000м — 8:15,5 (1988)
5000м — 14:16,2
10км — 29:14,4
Полумарафон — 1:02:16 (1994) чемпионат России, Санкт Петербург
Марафон — 2:13:16 (2002) США, Дулут